# Ceratoppia abchasica
Ceratoppia abchasica är en kvalsterart som beskrevs av Krivolutsky och Tarba 1971. Ceratoppia abchasica ingår i släktet Ceratoppia och familjen Ceratoppiidae. Inga underarter finns listade i Catalogue of Life.